# Condado de Deuel (Nebraska)
El condado de Deuel (en inglés: Deuel County), fundado en 1889 con el nombre en honor del pionero Harry Porter Deuel, es un condado del estado estadounidense de Nebraska. En el año 2000 tenía una población de 2.098 habitantes con una densidad de población de 2 personas por km². La sede del condado es Chappell.

## Geografía
Según la oficina del censo el condado tiene una superficie total de 1142 km² (440,9 mi²), de los que 1140 km² (440,2 mi²) son tierra y 2 km² (0,8 mi²) (0,02%) son agua.

### Condados adyacentes
- Condado de Garden - norte
- Condado de Keith - este
- Condado de Perkins - sureste
- Condado de Sedgwick - sur
- Condado de Cheyenne - oeste

## Demografía
Según el censo del 2000 la renta per cápita media de los habitantes del condado era de 32.981 dólares y el ingreso medio de una familia era de 41.550 dólares. En el año 2000 los hombres tenían unos ingresos anuales 26.020 dólares frente a los 19.479 dólares que percibían las mujeres. El ingreso por habitante era de 17.891 dólares y alrededor de un 9.10% de la población estaba bajo el umbral de pobreza nacional.

## Ciudades y pueblos
- Big Springs
- Chappell